# Allan Jepsen
Allan Kierstein Jepsen (Kolding, 4 luglio 1977) è un allenatore di calcio ed ex calciatore danese, di ruolo difensore.

## Caratteristiche tecniche
È solitamente impiegato come terzino sinistro.

## Carriera

### Club
Ha iniziato la carriera nell'Aarhus e nel 1997 è passato all'Amburgo dove è rimasto per due anni, passando poi all'Heerenveen.
Il danese non ha mai conquistato un posto da titolare in queste squadre ed ha fatto così ritorno in Danimarca, all'Aalborg. Per l'AaB ha disputato oltre duecento partite ufficiali.
Il 13 marzo 2006 ha utilizzato una clausola sul suo contratto che gli ha permesso di passare al Vålerenga in cambio di poco più di trecentomila euro.
Ha disputato l'ultimo incontro per il Vålerenga il 14 giugno 2009.
Nello stesso mese è passato al Randers, con cui ha firmato un contratto triennale.

### Nazionale
Jepsen ha vestito per 24 volte la divisa della Danimarca under 21. Ha debuttato il 21 gennaio 1997 nella sconfitta per 4-1 contro il Portogallo under 21. Ha giocato due gare con la Danimarca, nell'esordio vincente contro la Finlandia e nella sconfitta con la Francia.